# 31267 Кулдига
31267 Ку́лдига (31267 Kuldiga) — астероїд головного поясу, відкритий 1 березня 1998 року.
Тіссеранів параметр щодо Юпітера — 3,211.
Названий на честь латвійського міста Кулдига.